# Paweł (Wałujski)
Paweł, imię świeckie Roman Dmytrowycz Wałujski (ur. 30 czerwca 1977 w Roweńkach) – biskup Ukraińskiego Kościoła Prawosławnego Patriarchatu Moskiewskiego.

## Życiorys
Urodził się w rodzinie robotniczej. Został ochrzczony w dzieciństwie, w wieku 2 lat. Po ukończeniu w 1994 r. szkoły średniej (z wyróżnieniem), rozpoczął studia medyczne w Ługańsku. W 1997 r. był lektorem w ługańskim soborze Świętych Piotra i Pawła. W tym samym roku wstąpił do seminarium duchownego w Kijowie, które ukończył w trybie zaocznym w 2001 r. 2 lipca 1997 r. został przez arcybiskupa ługańskiego i alczewskiego Joannicjusza wyświęcony na diakona, a 5 dni później – na kapłana. 3 stycznia 1998 r. złożył wieczyste śluby mnisze z imieniem Paweł, ku czci św. Apostoła Pawła. Posługiwał w różnych parafiach i wspólnotach monastycznych eparchii ługańskiej. 12 kwietnia 2003 r. otrzymał godność ihumena. W 2007 r. rozpoczął studia teologiczne na Ługańskim Uniwersytecie Teologicznym. 12 kwietnia 2009 r. otrzymał godność archimandryty. W 2011 r. uzyskał licencjat; w następnym roku obronił pracę magisterską. W tym czasie pełnił też różne odpowiedzialne funkcje w zarządzie eparchii ługańskiej (m.in. stał na czele działu pomocy społecznej). Od 2011 r. był wykładowcą, a od 2013 r. prorektorem ds. nauki Ługańskiego Uniwersytetu Teologicznego. W 2016 r. – również na tej uczelni – obronił dysertację doktorską.
Postanowieniem Świętego Synodu, otrzymał 6 grudnia 2019 r. nominację na biskupa biłowodskiego, wikariusza eparchii ługańskiej. Chirotonia odbyła się trzy dni później w cerkwi refektarzowej Świętych Antoniego i Teodozjusza Pieczerskich w ławrze Peczerskiej, pod przewodnictwem metropolity kijowskiego i całej Ukrainy Onufrego.